# Виноградов, Валентин Васильевич (учёный)
Валентин Васильевич Виноградов (12 марта 1951, Пикалёво, Ленинградская область — 24 января 2021, Москва) — российский учёный, доктор технических наук, профессор. Первый проректор МИИТ (по учебной работе) в 1997—2020 годах.

## Биография
Родился 12 марта 1951 года в городе Пикалево Ленинградской области в семье мелиоратора, начальника участка, Виноградова Василия Ивановича и экономиста хлебозавода Виноградовой Анны Ивановны.
В 1973 году окончил с отличием строительный факультет Московского института инженеров железнодорожного транспорта (МИИТ) по специальности «Строительство железных дорог, путь и путевое хозяйство» с присвоением квалификации «инженер путей сообщения-строитель».
В 1973 году принял участие в составе делегации от СССР в 10-м Всемирном фестивале молодёжи и студентов, который проходил в Берлине, ГДР, с 28 июля по 5 августа.
С 1973 года — аспирант кафедры «Путь и путевое хозяйство».
С 1975 года — ассистент кафедры «Путь и путевое хозяйство» Московского института инженеров железнодорожного транспорта.
В 1979 году успешно защитил кандидатскую диссертацию на тему «Исследование работы насыпей под динамической нагрузкой», научный руководитель — профессор и доктор технических наук Георгий Шахунянц.
С 1980 года — старший преподаватель, заведующий научно-исследовательской «Путеиспытательной лаборатории», доцент, профессор той же кафедры.
В 1985—1986 годах проходил стажировку в Токийском технологическом институте (TIT).
В 1991 году успешно защитил докторскую диссертацию на тему «Прогнозирование и обеспечение надежной работы железнодорожных насыпей», научный руководитель — профессор и доктор технических наук Т. Г.Яковлева.
С 1997 по 2020 год работал в должности первого проректора университета.

## Научная деятельность
Научная деятельность связана с механикой и надежностью земляного полотна железных дорог с применением современных геотехнологий, текущей и прогнозируемой надежности под влиянием природных и техногенных воздействий, технологий ремонта и усиления насыпей путем армирования и использования габионных конструкций.
Автор более 150 научных трудов, в том числе «Методические указания по применению типовых технических решений оперативного восстановления земляного полотна» (1997), «Технические указания по применению габионов для усиления земляного полотна» (1998), «Расчёты и проектирование железнодорожного пути» (2003).
Неоднократно выступал с докладами на международных конференциях по геотехнике в Гонконге, Японии и других странах.

## Звания
- Доктор технических наук (1991);
- Профессор (1994)[3];
- Действительный член Академии транспорта;
- Действительный член Общества по механике грунтов, основания и фундаментам;
- Действительный член Технического комитета по моделированию.

## Награды и медали
- Знак «Почётный железнодорожник»
- Знак «Почётный транспортный строитель»
- Знак «Почетный работник высшей школы»
- Знак «Заслуженный инженер России»
- Медаль «В память 850-летия Москвы»
- Медаль Павла Мельникова
- Лауреат премии Правительства Российской Федерации в области образования (2014) за работу по теме «Научные, учебные и методические разработки по оптимизации и развитию сети железных дорог, строительству и управлению транспортными инфраструктурами для целевой подготовки высококвалифицированных специалистов»[4][5].

## Семейное положение
- Жена — Галина (в браке с 1975 года). Инженер-экономист, работала на кафедре «Путь и путевое хозяйство» МИИТа.
- Сын — Евгений (род. 1978). Кандидат экономических наук, выпускник МИИТа.

## Хобби
Бильярд, плавание, садоводство, путешествия, автомобили.